# Nuestro agente en Casablanca
Nuestro agente en Casablanca (en italiano: Il nostro agente a Casablanca) es una película de espías hispano-italiana de 1966 escrita y dirigida por Tulio Demicheli y protagonizada por Lang Jeffries.

## Reparto
- Lang Jeffries as Brian Kervin.
- Olga Omar como Nadia Nalis.
- Thea Fleming como Ingrid van Heufen.
- Barbara Nelli como Zara Abbas.
- Pier Paolo Capponi como Hermann von Heufen.
- Rubén Rojo como Shannon.
- Paco Morán como Draco.
- José María Caffarel como Ali Ahmed.
- Sara Guasch como Azina Nalis.